# NGC 1187
NGC 1187 este o emission-line galaxy⁠(d) situată în constelația Eridanul. A fost descoperită în 9 decembrie 1784 de către William Herschel. Se află la o distanță de 21,78 de megaparseci de Pământ.